# Joutseno
Joutseno – miasto w południowo-wschodniej Finlandii tuż przy granicy z Rosją. Posiada prawa miejskie od 1870 roku. Prawie 190 km² jego powierzchni stanowią wody.